# Iqbal, l'enfant qui n'avait pas peur
Pour les articles homonymes, voir Iqbal.
Pour plus de détails, voir Fiche technique et Distribution.
Iqbal, l'enfant qui n'avait pas peur (Iqbal - Bambini senza paura) est un long métrage d'animation franco-italien réalisé par Michel Fuzellier et Babak Payami, sorti en salles en France fin août 2016. Adapté du roman de Francesco D'Adamo Iqbal, un enfant contre l’esclavage, inspiré de la vie d'Iqbal Masih, le film utilise un mélange de dessin animé traditionnel en deux dimensions et en 3D.

## Synopsis
Le film relate l'histoire d'Iqbal, jeune garçon pakistanais réduit en esclavage et contraint de travailler, comme de nombreux autres enfants, dans une fabrique de tapis. Mais Iqbal n'est pas comme les autres : il utilise un point qu'il est le seul à savoir faire. Sera-t-il capable de retrouver sa liberté ?

## Fiche technique
- Titre  : Iqbal, l'enfant qui n'avait pas peur
- Titre original : Iqbal - Bambini senza paura
- Réalisation : Michel Fuzellier et Babak Payami
- Scénario : Paolo Bonaldi, Michel Fuzellier et Lara Fremder d'après le roman Iqbal, un enfant contre l'esclavage de Francesco D'Adamo
- Création des personnages : Michel Fuzellier, Chiara Molinari, Valeria Petrone, Serge Élissalde
- Création des décors : Guido Cesana, Marco Martis, Michel Fuzellier
- Musique : Patrizio Fariselli
- Musique thème du film francophone :  LSX (groupe) (Chanson Sans hasard)
- Production :  Gertie Productions (Italie), 2d3D Animations, Montparnasse Productions
- Distribution France : Eurozoom
- Pays d'origine :  Italie,  France
- Langue originale : italien, français
- Genre : animation
- Durée : 87 minutes
- Dates de sortie au cinéma :
  - France : 24 août 2016
  - Italie : 19 novembre 2015

## Distribution

### Doublage français
- Victor Quilichini : Iqbal
- Bruno Solo : Guzman
- Yvan Le Bolloc'h : Médecin / Kabir
- Jacques Bouanich : Hakeem
- Audrey Sablé : Ashanta/Emerson
- Juan Llorca : Aziz/Tarik/Badaut 1
- Gauthier Battoue : Karim
- Kinz Mounier : Salman

## Production
Iqbal, l'enfant qui n'avait pas peur s'inspire d'un roman de Francesco D'Adamo, Iqbal, un enfant contre l'esclavage, lui-même inspiré de l'histoire réelle d'Iqbal Masih. Iqbal Masih était un jeune garçon pakistanais que sa famille, criblée de dettes par les médicaments coûteux indispensables à sa mère malade et par les frais de mariage de ses frères, a vendu comme esclave à un usurier pour 16 dollars à l'âge de quatre ans. Iqbal s'est retrouvé employé dans une usine textile. Il s'est engagé peu après dans la lutte pour les droits des travailleurs et a été assassiné.
Le concept original du film a été conçu par Simona Bursi et Donata Pizzato. Serge Elissalde a travaillé un temps sur le projet pour en réaliser l'adaptation graphique,. Jean-François Lévesque est co-réalisateur du film pendant un temps. Le titre du film est d'abord Iqbal, histoire d'un enfant qui n'avait pas peur avant de devenir Iqbal, l'enfant qui n'avait pas peur,. Le projet est lancé dès 2011 au moins. La production est lancée en 2014.
Le film a été développé avec le soutien du programme Media de l'Union européenne et avec le soutien de l'UNICEF Italie et l'UNICEF France[réf. nécessaire].

## Festivals
Le film a été présenté à : 
- Festival du film de Giffoni 2015 (avec une leçon de cinéma d'animation de Michel Fuzellier), Giffoni Valle Piana
- La Città Incantata 2015 (« Meeting international des dessinateurs qui sauvent le monde »), Civita di Bagnoregio
- Romics 2015 (avec une leçon de cinéma d'animation de Michel Fuzellier), Rome
- Festa del Cinema di Roma 2015 dans la catégorie Alice nella Città, Rome
- Lucca Comics and Games 2015, Lucques
- Festival Piccolo Grande Cinema 2015, Spazio Oberdan, Milan
- Castellinaria 2015 (Festival Internazionale del Cinema Giovane), Bellinzone
- MAXXI (dans le cadre de l'ouverture de la semaine dédiée aux droits de l'enfance et de l'adolescence - UNICEF), Rome novembre 2015
- Festival Cinema du Monde Sherbrooke, mars 2016
- éStoria-Festival internazionale della storia, Gorizia, mai 2016
- Future Film Festival, Bologne, mai 2016
- Journée internationale contre le Travail des Enfants, Angoulème juin 2016
- Festival international du film de Moscou, Moscou, juin 2016
- Cartoon Club Rimini, juillet 2016
- Festival Film per Ragazzi-Giardini-Naxos, Taormine, juillet 2016
- Festival Klap Klap (ouverture du festival), Nancy, août 2016
- Festival international du Film Francophone, Namur, septembre 2016
- Busan International Film Festival 2016, Busan octobre 2016
- Festival Voix d'Etoiles, Port Leucate, novembre 2016
- Rencontres du Film des Résistances Thones novembre 2016
- Festival International du Film d'Animation de Meknès (FICAM) mars 2017 Maroc
- Cartoons on the Bay Turin avril 2017
- Festival "Au cinéma pour les droits humains" Amnesty International 2017
- Semaine du Cinéma Positif, Cannes mai 2017
- Semaine du Film d'Animation Institut Français, Alger décembre 2017
- Animation First Festival, FIAF, New York fevrier 2018 U.S.A.
- Festival "Les Yeux Ouverts", Le Havre avril 2018

## Accueil critique
À sa sortie en France en août 2016, Iqbal, l'enfant qui n'avait pas peur reçoit globalement un bon accueil dans la presse. Les critiques apprécient le mélange entre le genre du conte poétique et le propos de fond du film (évoquant l'esclavage moderne) ainsi que son univers visuel ; certains expriment quelques réserves quant à l'animation en images de synthèse.
Les critiques les plus positives jugent le film pleinement réussi, sur le fond et sur la forme. Dans 20 Minutes, Caroline Vié indique que « la beauté du dessin et la fluidité de l’animation servent brillamment un sujet fort » ; selon elle, le film montre que « parler de sujets sérieux aux enfants par le biais d’un film d’animation, c’est possible ». Dans Le Parisien, Renaud Baronian voit dans Iqbal « un joli film d'animation en forme de conte » qui « ménage des séquences très poétiques » et met le sujet du combat contre l'esclavage des enfants « à la portée des plus jeunes ».
Certains critiques apprécient le scénario sans être pleinement convaincus par les graphismes. Dans Télérama, Nicolas Didier estime que le film est « assez émouvant pour sensibiliser le jeune public aux formes modernes d'esclavage », mais regrette que la texture des images de synthèse soit « trop lisse ». Dans Le Monde, Noémie Luciani juge le résultat « un peu inégal esthétiquement, mais une vraie réussite pédagogique ». Femme actuelle défend « un conte humaniste aussi poétique que politique et aussi joyeux que touchant ». Le Figaro parle d'« œuvre d'art ».

## Distinctions
- 2015 : Sélection officielle Alice nella Città (Festa del Cinema di Roma)
- 2015 : Prix ASPI (Castellinaria, Festival internazionale del cinema giovane di Bellinzona)
- 2015 : Mention spéciale, L'Aquila Film Festival
- 2016 : Prix Cavalluccio Marino, Festival Giardini Naxos Taormine
- 2016 : Prix spécial "Découverte du jeune public", Festival Klap Klap de Nancy
- 2016 : Selection officielle Busan International Film Festival 2016, Busan
- 2016 : Sélection officielle Rencontres du Film des Résistances Thones
- 2017 : Prix Jeune Public du Meilleur Long Metrage, Amnesty International
- 2017 : Pulcinella Award Best Animated Feature Film, Cartoon on the Bay Turin
- 2017 : Sélection officielle- Semaine du Cinema Positif, Cannes
- 2017 : Prix Animation that Matters, Animation Day, Cannes